# Empleuridium
Empleuridium é um género botânico pertencente à família Celastraceae.